# Farah (ville)
Pour les articles homonymes, voir Farah.
Farah (en pachto et en persan: فراه / Farāh) est une ville de l'ouest de l'Afghanistan, peuplée de 37 400 habitants. Capitale de la province éponyme, elle est traversée par la rivière Farah Roud et est située à 650 m d'altitude.
La cité a été fondée par Alexandre le Grand lors de sa conquête de l'orient, et nommée Alexandrie Prophthasia.